# Cheumatopsyche fausta
Cheumatopsyche fausta är en nattsländeart som först beskrevs av Navás 1936.  Cheumatopsyche fausta ingår i släktet Cheumatopsyche och familjen ryssjenattsländor. Inga underarter finns listade i Catalogue of Life.